# Jan-Sebastian Koppensteiner
Jan-Sebastian Koppensteiner (* 4. Juli 2001) ist ein österreichischer Fußballspieler.

## Karriere
Koppensteiner begann seine Karriere beim ASK Loosdorf. Im März 2014 wechselte er in die Jugend des SKN St. Pölten. Zur Saison 2018/19 schloss er sich dem viertklassigen SCU Kilb an. In Kilb verbrachte der Angreifer insgesamt fünf Spielzeiten, in denen er 92 Spiele in der Landesliga, in denen er 22 Tore erzielte.
Zur Saison 2023/24 wechselte Koppensteiner zum Zweitligisten SKU Amstetten, bei dem er einen bis 2025 laufenden Vertrag erhielt. Sein Debüt in der 2. Liga gab er im Juli 2023, als er am ersten Spieltag jener Saison gegen den Grazer AK in der 70. Minute für Dominik Weixelbraun eingewechselt wurde. Für Amstetten kam er in der Saison 2023/24 zu sieben Zweitligaeinsätzen. In der Saison 2024/25 kam er nur noch für die Amateure zum Zug. Daraufhin ^wurde er im Jänner 2025 an den Regionalligisten FCM Traiskirchen verliehen. Für Traiskirchen absolvierte er 15 Spiele in der Regionalliga, in denen er viermal traf.
Zur Saison 2025/26 kehrte er nicht mehr nach Amstetten zurück, sondern wechselte zu Regionalligist Kremser SC.